# 피츠버그 대학교
피츠버그 대학교(영어: University of Pittsburgh)는 1787년에 미국 펜실베이니아주 피츠버그시에 세워진 미국의 유서 깊은 연구중심 대학이다. 미국에서는 통상 핏(Pitt)이라 불리며, 현재의 이름은 1908년에 정해졌다. 본래 사립 대학이었으나 1966년부터 펜실베이니아 주정부의 재정지원을 받는(state-related) 준공립 대학으로 바뀌었다. 피츠버그 대학병원(University of Pittsburgh Medical Center)과도 연계되어 있으며, 의대분야 명성이 매우 높다. 한국에는 황우석 사건으로 많이 알려지게 되었다. 캠퍼스 중심에 서 있는 "배움의 전당"(Cathedral of Learning)은 163미터 높이의 42층 건물로 1937년에 완공되었으며, 세계에서 두 번째로 높은 학교 건물로서 피츠버그대의 상징 중 하나이다. 2015년 배움의 전당내에 "성균관의 명륜당"(304호)이 들어서기도 하였다. 피츠버그대에는 팬서(Panthers)라는 이름을 가진 미식축구, 농구 등의 운동부가 있다. 2025년 3월, 미국 경제 전문지 포브스(Forbes)는 새로운 흐름을 반영해 기존의 아이비리그를 대체할 수 있는 ‘뉴 아이비(New Ivies)’ 를 발표하였다. 그중하나가 피츠버그 대학교로 선정되었다.

## 교육 및 연구

### 평가
핏은 학부보다, 의학, 간호, 약학, 보건과학, 사회복지, 철학 및 사회과학대학(원)을 중심으로 한 대학원 평판이 세계적으로 높다. 미국의 주간지 U.S. News & World Report의 2016년 평가에 의하면 북미 학부 평가에서는 (national university) 66위, 학부와 대학원을 모두 평가하는 전 세계 대학평가 (best global university)에서는 세계 47위를 차지하였다. 이 외에도 2015 세계대학랭킹센터 (Center for World University Rankings, CWUR) 평가 46위, 네달란드 라이덴 대학의 2016 CWTS (Centrum voor Wetenschap en Technologische Studies) Leiden Ranking 평가 세계 25위, 2016 영국 타임즈 고등교육평가 (Times higher education) 세계 79위, 2017 상하이 세계학술대회순위 (Academic Ranking of World University, ARWU) 68위, 그리고 2015 QS (Quacquarelli Symonds) 세계대학평가로는 133위를 기록하였다. 한편, 미국 National Science Foundation (NSF) 2014년 보고에 의하면 북미 연구개발비 투자액 순위로는 16위를 차지하였다.

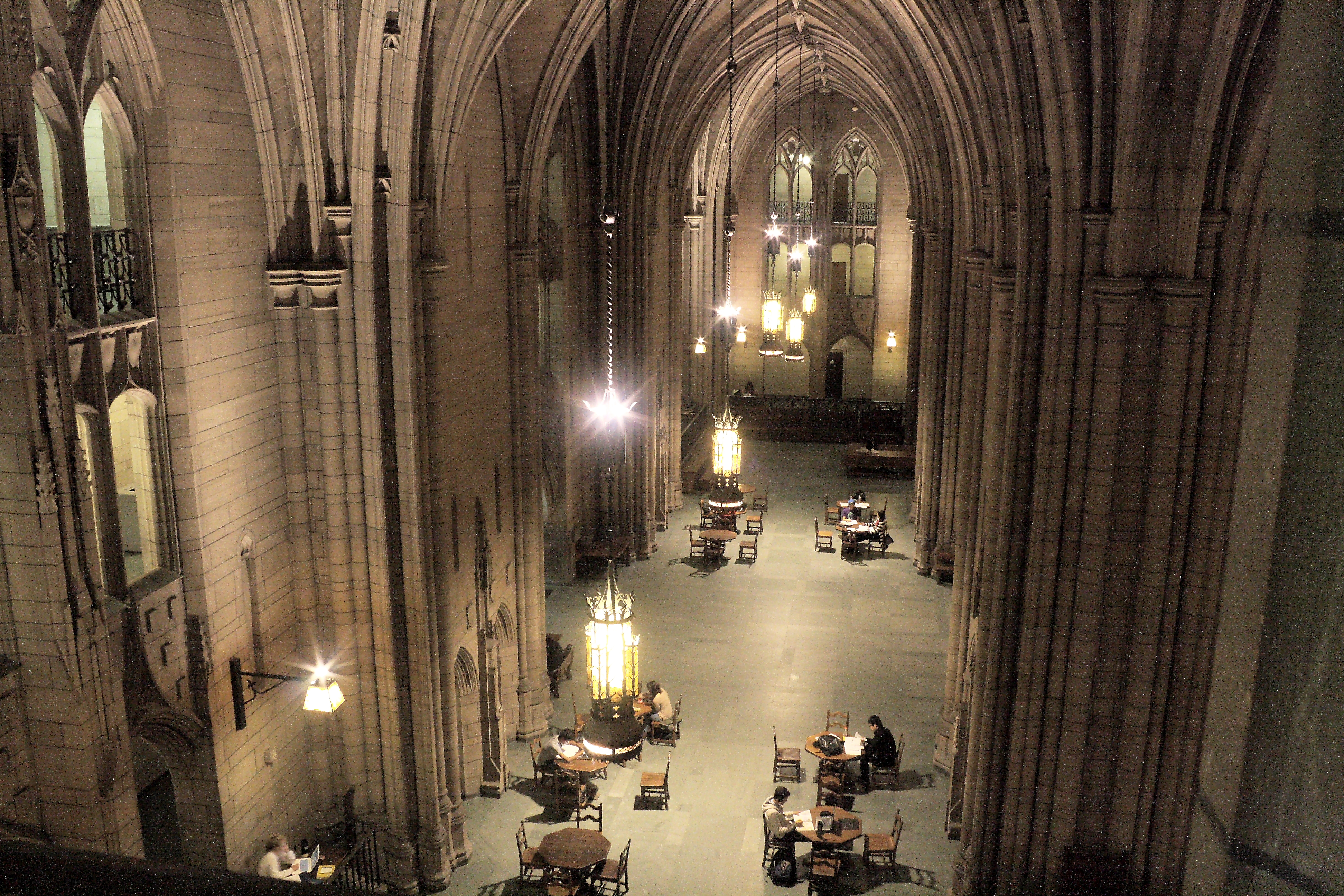
CoLCommonsRoomUPitt

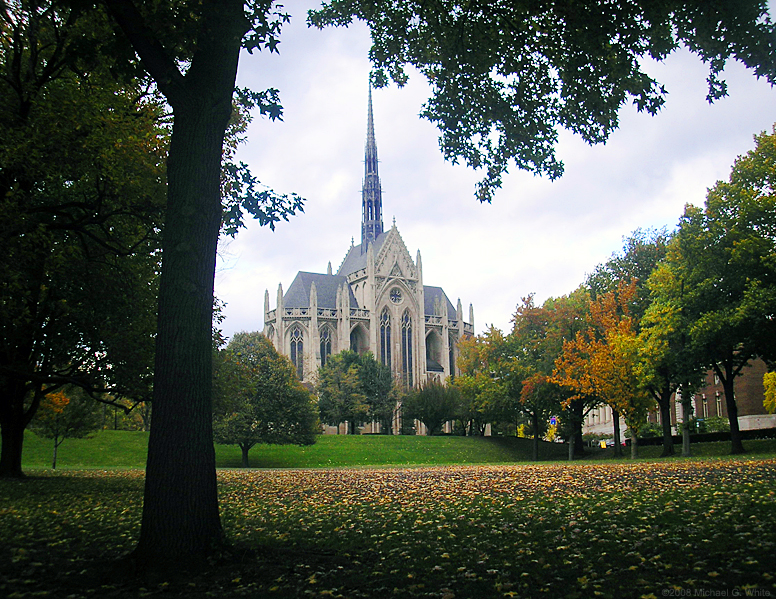
HeinzChapelSouth

## 같이 보기
- 카네기 멜론 대학교